# Harmīleh
Harmīleh (persiska: هرمیله) är en ort i Iran.   Den ligger i provinsen Kurdistan, i den nordvästra delen av landet, 500 km väster om huvudstaden Teheran. Harmīleh ligger 1 842 meter över havet och antalet invånare är 178.
Terrängen runt Harmīleh är kuperad. Runt Harmīleh är det ganska glesbefolkat, med 50 invånare per kvadratkilometer. Närmaste större samhälle är Saqqez, 18,5 km öster om Harmīleh. Trakten runt Harmīleh består i huvudsak av gräsmarker.